# John Stephen Reynolds
John Stephen Reynolds (Nottingham, 27 de junio de 1963 es un expiloto de motociclismo británico, que participó en el Campeonato del Mundo de Motociclismo y en el Campeonato Mundial de Superbikes. Ganó el Campeonato Británico de Superbikes en 1992, 2001 y 2004. Reynolds es considerado uno de los mejores pilotos de esta competición con 37 victorias (superado tan solo por Shane Byrne y Ryuichi Kiyonari) y 117 podios.

## Carrera
Su primer éxito nacional lo llevó al Campeonato del Mundo de Motociclismo de 500 cc con el equipo Padgetts Harris - Yamaha, obteniendo 8 resultados entre los 10 primeros en dos temporadas. Se unió a Revé Kawasaki enCampeonato Mundial de Superbikes en 1995, clasificándose segundo en Brands Hatch y un tercero en Assen, acabando el décimo lugar en la general. En 1996, cambió a Suzuki llegando al duodécimo puesto de la general. Aunque nunca volvió a hacer una temporada completa de carreras internacionales, tuvo un sólido récord como piloto ocasional en años futuros en Superbikes, obteniendo una victoria en Brands Hatch en 2000 y una pole position en 2003.
En 1997. Reynolds regresó a Revé, ahora corriendo Ducati en la reformada serie británica de Superbike con el respaldo de Red Bull. Inmediatamente se convirtió en uno de los favoritos, terminando entre los cinco primeros entre 1997 y 2000. Obtuvo 13 victorias de BSB en esas temporadas y anotó puntos en cada carrera de BSB en 2000.

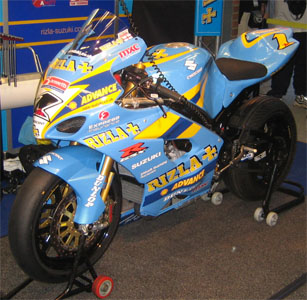
El número uno plateado en su Rizla Suzuki de 2005

Los pilotos dominantes en 2000, junto a Reynolds, eran Neil Hodgson y Chris Walker. Con estos dos rivales, el escenario estaba preparado para que Reynolds y Steve Hislop pelearan en 2001, ya que solo el compañero de equipo de John, Sean Emmett y Michael Rutter también ganaron carreras. El segundo campeonato de Reynolds se produjo cuando Hislop resultó herido a causa de una colisión entre ellos dos.
En 2002 se mudó a la nueva moto de cuatro cilindros de 1000 cc de Suzuki. Ese año se llevó una victoria y seis podios más y acabó sexto en la general. Fue subcampeón del campeonato en 2003 y, al año siguiente, una racha de 11 podios consecutivos a principios de 2004 hizo que el título fuera suyo, y a pesar de una segunda mitad de la temporada menos exitosa, se aseguró el título en la última carrera.
Reynolds se rompió la pierna en las pruebas antes de la temporada 2005 de BSB. Después de una mala temporada, Reynolds tuvo un grave accidente en la última carrera en Brands Hatch durante los entrenamientos el 7 de octubre, se rompió cuatro costillas y la clavícula, se perforó el pulmón derecho y sufrió lesiones en el cuello y la espalda. Reynolds comentó desde el hospital: "Cuando llegué a la barrera, fue como un interruptor en mi cabeza. Al instante supe que era hora de parar. Recibí una advertencia con mi pierna rota a principios de año. Veo esto como una final advertencia y he tomado la decisión de dejar de correr, más por la cordura de mi esposa Shelley y por el bien de mi familia que por mí ".
Después de la recuperación, Reynolds asumió un papel técnico con Rizla Suzuki.

## Carreras por año

### Campeonato del Mundo de Motociclismo
(Carreras en negrita indica pole position, carreras en cursiva indica vuelta rápida)
| Año  | Categ. | Moto          | 1       | 2      | 3       | 4       | 5      | 6      | 7       | 8       | 9       | 10     | 11     | 12      | 13      | 14     | Ptos. | Pos. |
| ---- | ------ | ------------- | ------- | ------ | ------- | ------- | ------ | ------ | ------- | ------- | ------- | ------ | ------ | ------- | ------- | ------ | ----- | ---- |
| 1993 | 500cc  | Harris Yamaha | AUS Ret | MAL 12 | JPN Ret | SPA Ret | AUT 14 | GER 17 | NED 10  | EUR -   | RSM Ret | GBR 9  | CZE 12 | ITA 11  | USA 9   | FIM 9  | 42    | 15.º |
| 1994 | 500cc  | Harris Yamaha | AUS 10  | MAL 12 | JPN 12  | SPA 10  | AUT 10 | GER 10 | NED Ret | ITA Ret | FRA Ret | GBR 14 | CZE 12 | USA Ret | ARG Ret | EUR 11 | 43    | 14.º |

### Campeonato Mundial de Superbikes

#### Carreras por año
| Año  | Moto     | 1       | 1       | 2      | 2     | 3       | 3      | 4      | 4       | 5      | 5     | 6       | 6       | 7      | 7       | 8     | 8     | 9       | 9      | 10      | 10      | 11    | 11    | 12     | 12     | 13    | 13    | Ptos. | Pos. |
| Año  | Moto     | R1      | R2      | R1     | R2    | R1      | R2     | R1     | R2      | R1     | R2    | R1      | R2      | R1     | R2      | R1    | R2    | R1      | R2     | R1      | R2      | R1    | R2    | R1     | R2     | R1    | R2    | Ptos. | Pos. |
| ---- | -------- | ------- | ------- | ------ | ----- | ------- | ------ | ------ | ------- | ------ | ----- | ------- | ------- | ------ | ------- | ----- | ----- | ------- | ------ | ------- | ------- | ----- | ----- | ------ | ------ | ----- | ----- | ----- | ---- |
| 1991 | Kawasaki | GBR 10  | GBR 12  | SPA -  | SPA - | CAN -   | CAN -  | USA -  | USA -   | AUT -  | AUT - | SMR -   | SMR -   | SWE -  | SWE -   | JPN - | JPN - | MAL -   | MAL -  | GER -   | GER -   | FRA - | FRA - | ITA -  | ITA -  | AUS - | AUS - | 10    | 51.º |
| 1992 | Kawasaki | SPA Ret | SPA 8   | GBR 13 | GBR 9 | GER Ret | GER 8  | BEL -  | BEL -   | SPA -  | SPA - | AUT -   | AUT -   | ITA -  | ITA -   | MAL - | MAL - | JPN -   | JPN -  | NED -   | NED -   | ITA - | ITA - | AUS -  | AUS -  | NZL - | NZL - | 26    | 22.º |
| 1995 | Kawasaki | GER 17  | GER Ret | SMR 7  | SMR 9 | GBR 7   | GBR 11 | ITA 9  | ITA 10  | SPA 12 | SPA 8 | AUT Ret | AUT Ret | USA 16 | USA Ret | EUR 4 | EUR 3 | JPN 9   | JPN 12 | NED 6   | NED 3   | INA 9 | INA 9 | AUS 5  | AUS 7  |       |       | 155   | 10.º |
| 1996 | Suzuki   | SMR 17  | SMR Ret | GBR -  | GBR - | GER -   | GER -  | ITA 15 | ITA 7   | CZE 5  | CZE 8 | USA Ret | USA -   | EUR 7  | EUR 8   | INA 9 | INA 6 | JPN 14  | JPN 12 | NED 13  | NED Ret | SPA 7 | SPA 9 | AUS 11 | AUS 10 |       |       | 99    | 12.º |
| 1997 | Ducati   | AUS -   | AUS -   | SMR -  | SMR - | GBR 9   | GBR 11 | GER -  | GER -   | ITA -  | ITA - | USA -   | USA -   | EUR -  | EUR -   | AUT - | AUT - | NED -   | NED -  | SPA -   | SPA -   | JPN - | JPN - | INA -  | INA -  |       |       | 21    | 22.º |
| 1998 | Ducati   | AUS -   | AUS -   | GBR -  | GBR - | ITA -   | ITA -  | SPA -  | SPA -   | GER -  | GER - | SMR -   | SMR -   | RSA -  | RSA -   | USA - | USA - | EUR Ret | EUR 14 | AUT -   | AUT -   | NED - | NED - | JPN -  | JPN -  |       |       | 2     | 46.º |
| 1999 | Ducati   | RSA -   | RSA -   | AUS -  | AUS - | GBR 7   | GBR 7  | SPA -  | SPA -   | ITA -  | ITA - | GER -   | GER -   | SMR -  | SMR -   | USA - | USA - | EUR 4   | EUR 8  | AUT -   | AUT -   | NED - | NED - | GER -  | GER -  | JPN - | JPN - | 39    | 18.º |
| 2000 | Ducati   | RSA -   | RSA -   | AUS -  | AUS - | JPN -   | JPN -  | GBR 10 | GBR Ret | ITA -  | ITA - | GER Ret | GER Ret | SMR -  | SMR -   | SPA - | SPA - | USA -   | USA -  | GBR 4   | GBR Ret | NED - | NED - | GER -  | GER -  | GBR 1 | GBR 4 | 57    | 17.º |
| 2001 | Ducati   | SPA -   | SPA -   | RSA -  | RSA - | AUS -   | AUS -  | JPN -  | JPN -   | ITA -  | ITA - | GBR Ret | GBR 5   | GER -  | GER -   | SMR - | SMR - | USA -   | USA -  | GBR Ret | GBR 7   | GER - | GER - | NED -  | NED -  | ITA - | ITA - | 20    | 25.º |
| 2003 | Suzuki   | SPA -   | SPA -   | AUS -  | AUS - | JPN -   | JPN -  | ITA -  | ITA -   | GER -  | GER - | GBR 6   | GBR 10  | SMR -  | SMR -   | USA - | USA - | GBR Ret | GBR 2  | NED Ret | NED 10  | ITA - | ITA - | FRA -  | FRA -  |       |       | 42    | 17.º |